# Dhumthang
Dhumthang (nepalski: धुम्थाङ) – gaun wikas samiti w środkowej części Nepalu  w strefie Bagmati w dystrykcie Sindhupalchowk. Według nepalskiego spisu powszechnego z 2001 roku liczył on 828 gospodarstw domowych i 4416 mieszkańców (2167 kobiet i 2249 mężczyzn).